# Executive Committee Range
Executive Committee Range – góry wulkaniczne w północnej części Ziemi Marii Byrd w Antarktydzie Zachodniej. 

## Nazwa
Nazwa upamiętnia Antarctic Service Executive Committee – komitet wykonawczy US Antarctic Service . Poszczególne góry – poza szczytem Mount Sidley – nazwane są na cześć członków komitetu .

## Geografia
Pasmo pochodzenia wulkanicznego w północnej części Ziemi Marii Byrd w Antarktydzie Zachodniej . Zbudowane jest z bazaltów i tufów wulkanicznych z okresu kenozoiku . Do wysokości ok. 2500 m pokryte jest lądolodem .  
Tworzy je pięć głównych szczytów leżących wzdłuż południka 126°W na przestrzeni 80 km ; patrząc z południa na północ:
- Mount Waesche (3290 m n.p.m.)[3]
- Mount Sidley (4285 m n.p.m.[4] ) – najwyższy szczyt pasma[2]  i najwyższy wulkan Antarktydy[5], który jeszcze nadal może jest aktywnym wulkanem[6]
- Mount Hartigan (2800 m n.p.m.)[7]
- Mount Cumming[8]
- Mount Hampton (3325 m n.p.m.)[9]

Aktywność wulkaniczna nie wygasła tu całkowicie, o czym świadczą trzęsienia ziemi zarejestrowane w 2010 i 2011 roku, z epicentrum ok. 55 km na południe od Mount Sidley .

## Historia
Pasmo zostało odkryte 15 grudnia 1940 roku w czasie lotu ekspedycji United States Antarctic Service . Zostało szczegółowo zmapowane przez United States Geological Survey na podstawie badań terenowych i fotografii z powietrza w latach 1958–1960 .